# Трогон панамський
Трогон панамський (Trogon bairdii) — вид птахів родини трогонових (Trogonidae).

## Назва
Вид названо на честь американського зоолога Спенсера Фуллертона Бейрда (1823—1887).

## Поширення
Вид поширений на півдні Коста-Рики та на заході Панами. Його природним середовищем існування є субтропічні або тропічні вологі низинні ліси.

## Спосіб життя
Мешкає в кронах високих тропічних лісів на висоті до 1200 м. Харчується плодами і полює на комах та іншу дрібну здобич. Розмножується з квітня по серпень. Будує свої гнізда в гнилих стовбурах мертвих дерев, де вони відкладають 2-3 яйця. Інкубація триває 16–17 днів, а вигодовують пташенят близько 25 днів.